# Vuelo 110 de Avioimpex
El vuelo 110 de Avioimpex fue un vuelo regular internacional de pasajeros operado por Avioimpex que se accidentó el 20 de noviembre de 1993 mientras volaba desde Ginebra a Skopie. Antes del desastre, el vuelo 110 se había desviado del aeropuerto internacional de Skopie al aeropuerto de Ohrid debido a ventisca en la capital de Macedonia. El avión, un Yakovlev Yak-42, transportaba 108 pasajeros y ocho tripulantes, y se estrelló a unos 7 kilómetros (3,8 nmi) al este del aeropuerto de Ohrid. Las 116 personas a bordo fallecieron como resultado de la colisión. Un pasajero sobrevivió durante once días tras el accidente antes de sucumbir a sus heridas. La mayoría de ocupantes fueron ciudadanos yugoslavos de etnia albana.
El accidente fue el tercer accidente de aviación de Macedonia en dieciséis meses, y continúa siendo el más mortal del país, además es el tercer peor accidente aéreo de 1993 por debajo de la colisión aérea de Teherán de 1993 (133 fallecidos) y el vuelo 501 de SAM Colombia (132 fallecidos). Una investigación posterior reveló la causa del accidente como error del piloto.

## Vuelo

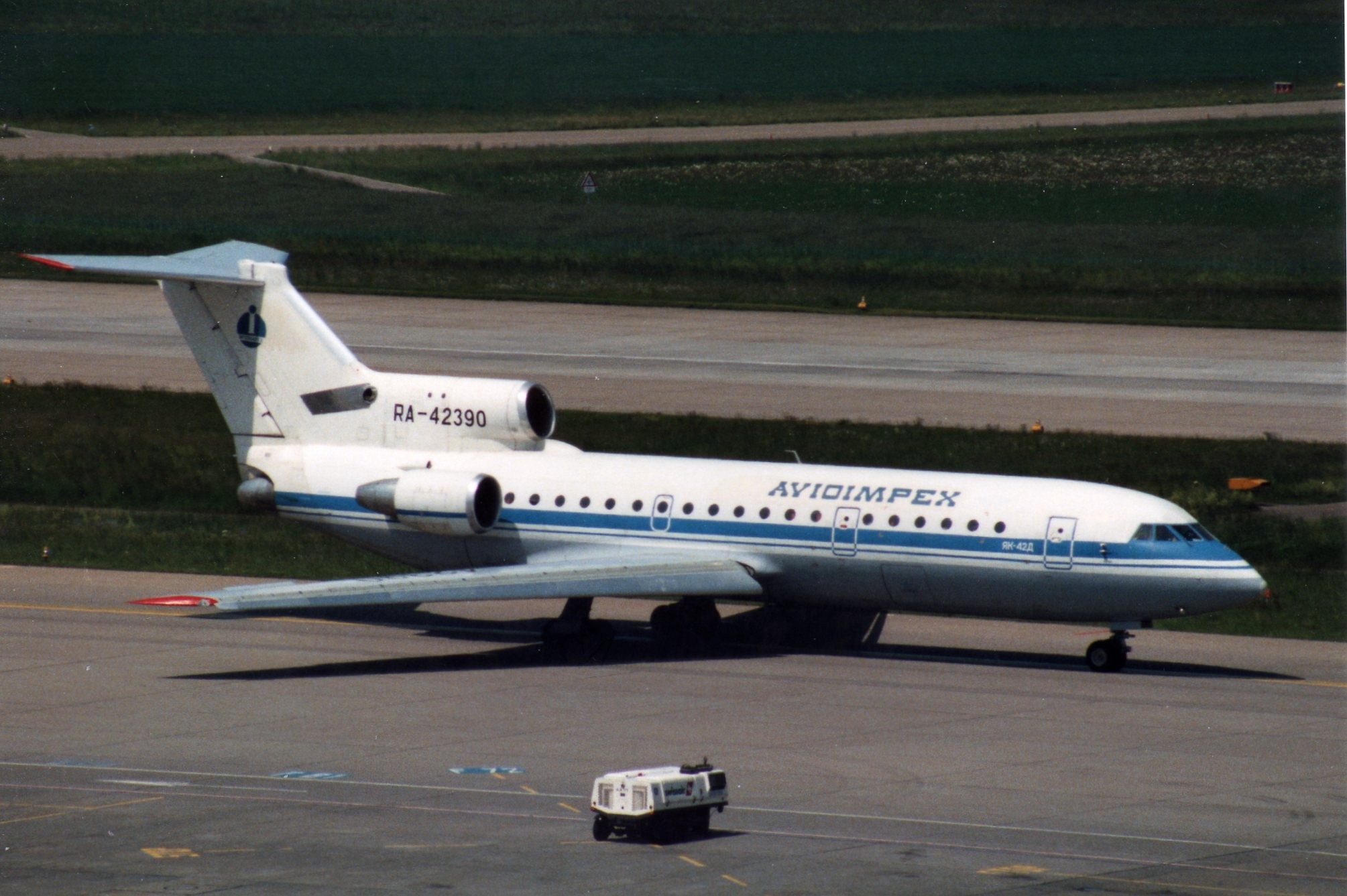
El avión involucrado en el accidente en mayo de 1993.

El vuelo 110 fue un vuelo regular internacional de pasajeros con origen en Ginebra, Suiza con destino final enSkopie, Macedonia. Debido a ventisca en Skopie, el vuelo 110 fue desviado al  aeropuerto de Ohrid.
Autorizado para realizar una aproximación a la pista 02, el Yak-42 se encontraba a 2.300 pies de altura de más para aterrizar satisfactoriamente por lo que efectuó un procedimiento de aproximación frustrada. Poco después la tripulación del vuelo 110 comunicó que no recibía la señal VOR. El control de tráfico aéreo fue incapaz de proporcionar un vector y el piloto del vuelo 110 afirmó que no podía ver las luces de pista. Poco después el vuelo 110 se estrelló matando a 115 de las 116 personas que fueron a bordo. Un pasajero, Rade Jevremović, sobrevivió pero resultó gravemente herido.

## Pasajeros y tripulantes
El ochenta por ciento de los pasajeros procedían de Yugoslavia, siendo principalmente albanos, mientras que los demás procedían de Macedonia. Los cuatro miembros de la tripulación de vuelo tenían nacionalidad rusa y los cuatro miembros de la tripulación de cabina de pasajeros procedían de Macedonia. Entre los pasajeros se encontraba Pierre Ollier, un miembro francés de unos veinte años del Alto Comisionado de las Naciones Unidas para los Refugiados (ACNUR) que regresaba tras su visita a los conflictos de Bosnia y Herzegovina.

## Consecuencias
Después de que el vuelo 110 fuese el tercer desastre aéreo en dieciséis meses en el país, el ministro de planificación urbana, ingeniería civil, comunicaciones y ecología Antoni Pesev dimitió. La asociación de pilotos se quejó de los sistemas averiados y de los pobres procedimientos de seguridad tanto en el aeropuerto de Skopie como en el de Ohrid.
El 1 de diciembre de 1993, Rade Jevremovic falleció sin haber llegado a recobrar la consciencia en los días posteriores al accidente del vuelo 110 de Avioimpex.
El vuelo 110 permanece como el accidente aéreo con mayor mortalidad de toda la historia de Macedonia.

## Causa
El motivo del accidente fue atribuido a una violación del patrón de tráfico del aeropuerto por parte de la tripulación del vuelo 110, al iniciar un viraje hacia terreno elevado. Un factor contribuyente fue su decisión de continuar la aproximación cuando no captaron señal del radiofaro por encontrarse fuera del alcance de la estación VOR.